# Melville Saul Green
Melville Saul Green (1922 – 27 de março de 1979) foi um físico estatístico estadunidense. É conhecido pelas relações de Green Kubo. Também trabalhou com a Hierarquia BBGKY (Bogoliubov–Born–Green–Kirkwood–Yvon), que no entanto não é denominada em seu nome, mas referenciando Herbert Green.
Green é também conhecido como co-editor da série phase transitions and critical phenomena, juntamente com Cyril Domb.
Green obteve a graduação na Universidade de Princeton e passou a maior parte de sua carreira no National Bureau of Standards.